# 安東九華
安東 九華（あんどう きゅうか、1825年5月12日（文政8年3月25日）- 1904年（明治37年）1月8日）は、明治期の公吏、政治家。衆議院議員。名・宗明、字・子成、通称・貞五郎。九華は号であったが後に実名とした。

## 経歴
豊後国国東郡佐野村（大分県西国東郡河内村、高田町を経て現豊後高田市）で、旧家の安東家に生まれる。中津の藩儒・野本白巌、日出の帆足万里に漢学を学んだ。父の死去により帰郷して里正を継いだ。
1875年（明治8年）第一大区二小区戸長に就任し、次いで区長となる。その後、三潴県庁、福岡県庁、大分県庁に出仕し、1882年（明治15年）9月、西国東郡長に就任した。 1890年（明治23年）7月の第1回衆議院議員総選挙では、元田肇の豊州会から大分県第5区に出馬して次点となったが、第1区と同区で当選した元田が第5区を辞退したため繰上当選となった。その後、第2回総選挙では第5区、第3回総選挙では第1区でそれぞれ当選し、衆議院議員を連続3期務めた。この間、大成会、国民協会に所属した。